# 洛巴爾內切阿

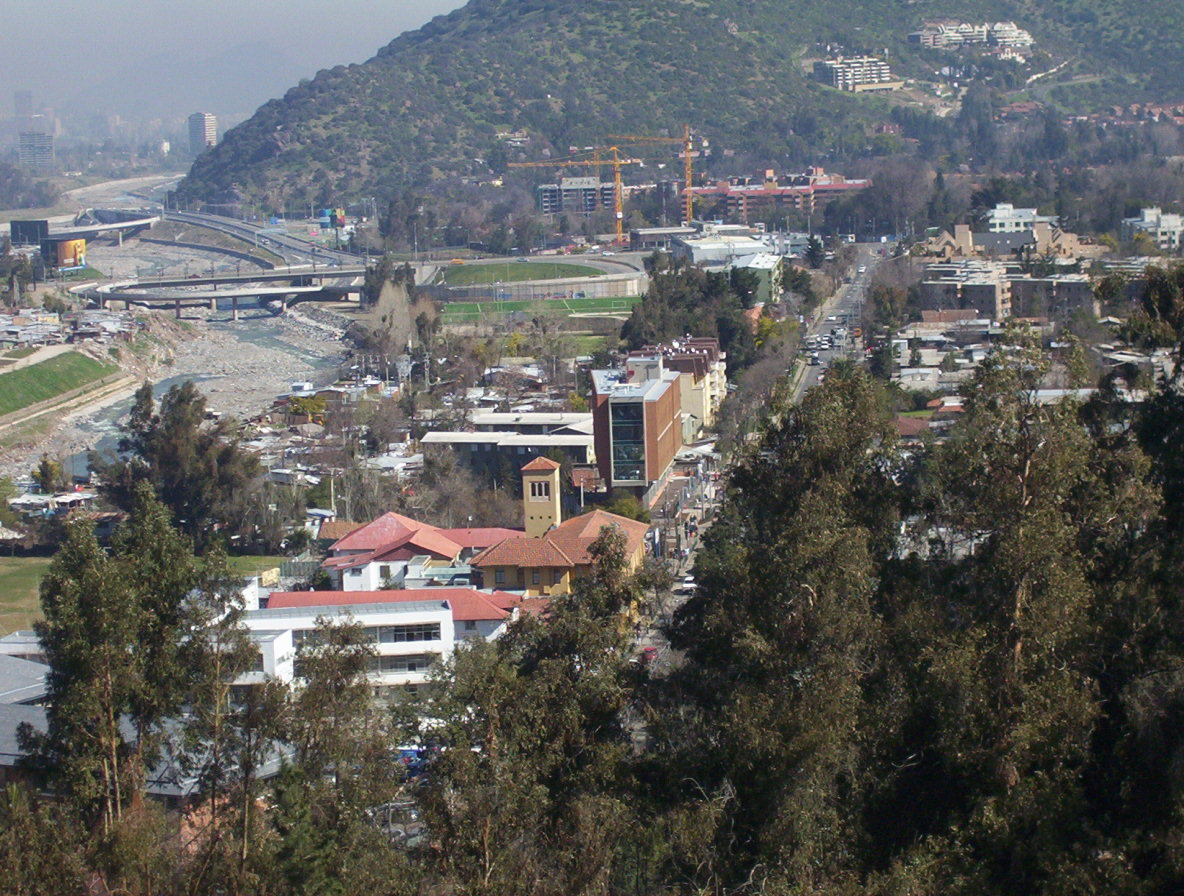

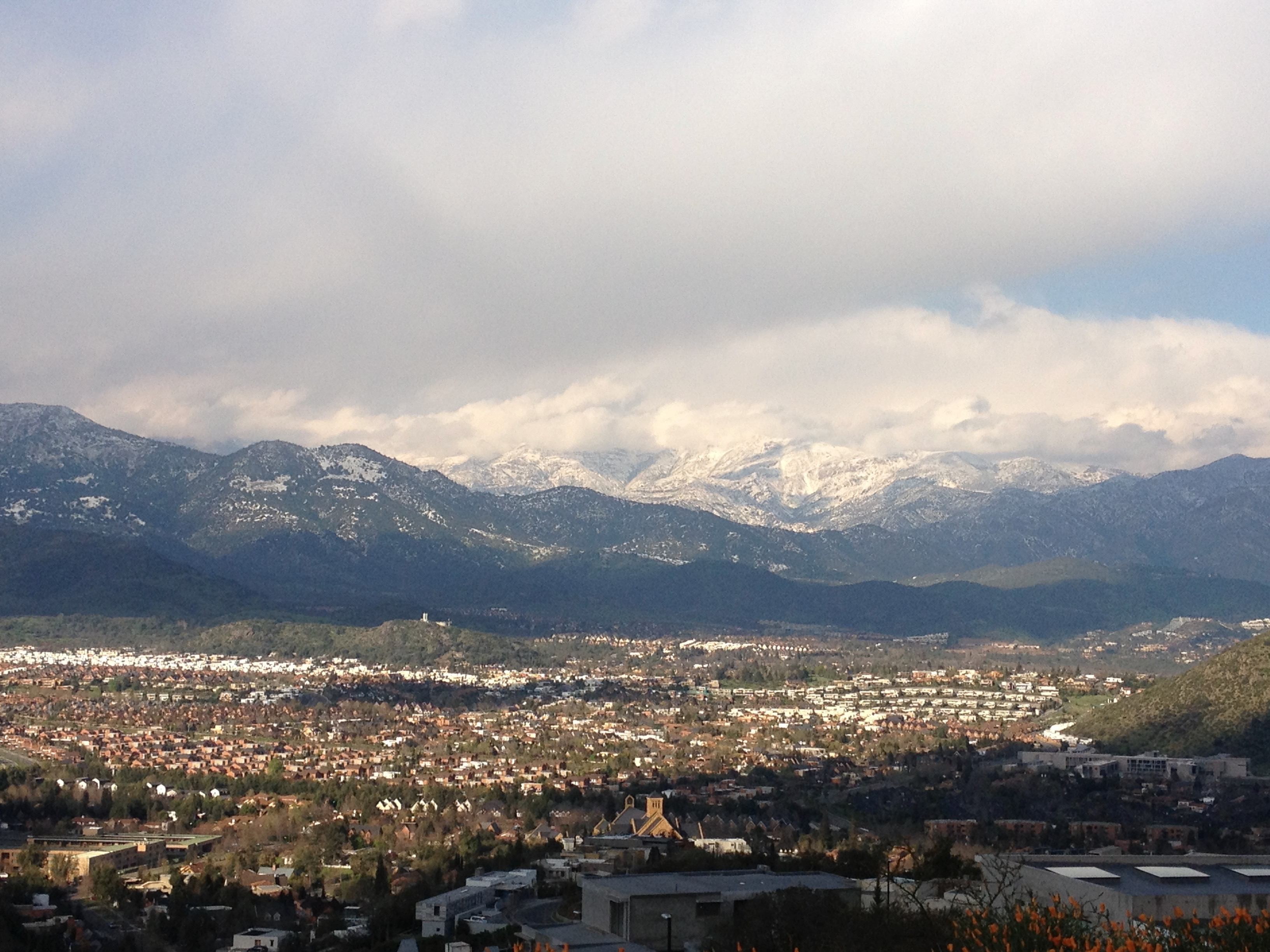

洛巴爾內切阿（西班牙語：Lo Barnechea），是智利的城鎮，位於該國中部聖地亞哥首都大區的聖地亞哥省，始建於1946年3月9日，面積1,023.7平方公里，2012年人口97,230人，人口密度每平方公里73.02人。
33°21′S 70°31′W / 33.350°S 70.517°W